# 弗略恩山
弗略恩山（挪威語：Fløyen）是位於挪威城市卑爾根市內的一座山峰，也是卑爾根人氣最高的旅遊景點之一，在山上可以俯瞰卑爾根全市風景。可以乘坐纜車自卑爾根市中心到達弗洛伊恩山的320米處。弗略恩山的最高點高425米。